# Erndtebrück
Erndtebrück település Németországban, azon belül Észak-Rajna-Vesztfália tartományban. Lakosainak száma 6973 fő (2023. december 31.). Erndtebrück Netphen községgel határos.

## Népesség
A település népességének változása:
| Lakosok száma | 8354 | 7021 | 6998 | 6937 | 6970 | 6973 |
|               | 1975 | 2017 | 2019 | 2021 | 2022 | 2023 |